# Batalha de Jaufe
Batalha de Jaufe (ou Al Jawf) foi um confronto entre tropas leais ao líder líbio Muammar Gaddafi e seus oponentes pelo controle da cidade de Jawf e seus arredores durante a Guerra Civil Líbia de 2011.

## Desenvolvimento da batalha
No início de abril, as tropas leais a Gaddafi cercaram Al Jawf, uma cidade que estava sob controle dos rebeldes desde o início da rebelião. Após intensos combates, em 28 de abril, a televisão estatal líbia informou que Al Jawf estava completamente sob controle dos gadafistas, mas no momento não houve confirmação independente. Em 1 de maio foi confirmado que, embora as tropas de Gaddafi estivessem vencendo a batalha, os rebeldes ainda mantinham um quarto da cidade. O Conselho Nacional de Transição anunciou que estavam enviando tropas para a região de Kufra para ajudar os rebeldes de Al Jawf. Em 7 de maio os rebeldes anunciaram que haviam recuperado a cidade, porém os lealistas ainda estavam na periferia.